# دهستان حومه (دشتستان)
دهستان حومه نام دهستانی در بخش مرکزی شهرستان دشتستان، استان بوشهر در ایران است. بر اساس سرشماری مرکز آمار ایران در سال ۱۳۸۵، جمعیت آن ۶۸۳۸ نفر (۱۵۰۰ خانوار) بوده‌است.